# Juramento al Führer

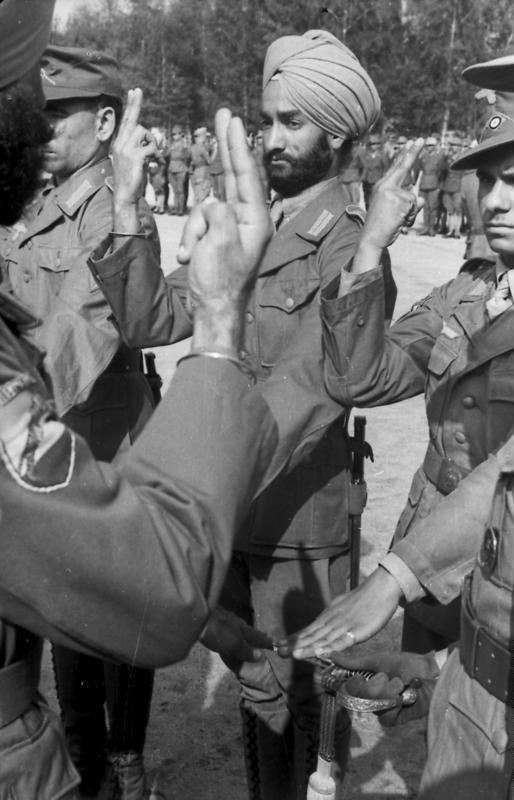
Voluntarios de la Legión India Libre jurando.

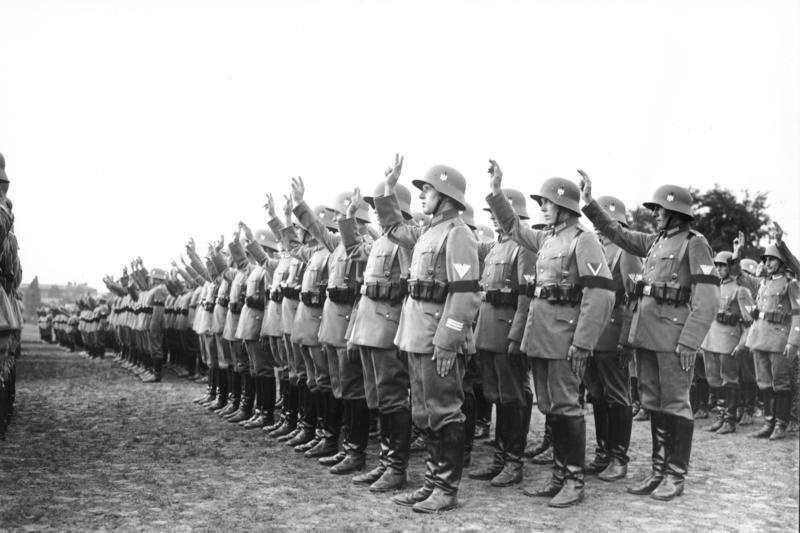
Soldados de la Reichswehr pronunciando el juramento a Hitler en 1934, con tres dedos de la mano derecha levantados en el gesto ritual llamado schwurhand.

El Juramento al Führer, (originalmente en alemán, Führereid) era un juramento de obediencia y lealtad que determinados colectivos debían hacer al líder del Tercer Reich, Adolf Hitler. El juramento, extendido en mayor parte dentro del contexto militar, era similar a lo que se conoce como jura de bandera. 
El juramento, que hasta entonces se venía haciendo en nombre de la patria, se personifica en la figura de Hitler, después de que en 1934, tras la muerte del presidente Paul von Hindenburg, Hitler unifique en su cargo la presidencia y la cancillería, dando comienzo al período nazi o III Reich (Tercer Imperio).

## Texto de los juramentos

### Wehrmacht
Desde 1934 este era el texto que tenían que jurar los soldados regulares de la Wehrmacht:

Ich schwöre bei Gott diesen heiligen Eid, daß ich dem Führer des Deutschen Reiches und Volkes, Adolf Hitler, dem Oberbefehlshaber der Wehrmacht unbedingten Gehorsam leisten und als tapferer Soldat bereit sein will, jederzeit für diesen Eid mein Leben einzusetzen.

Juro por Dios este sagrado juramento, que yo debo obediencia incondicional al líder del Imperio y pueblo alemán, Adolf Hitler, comandante supremo de la Wehrmacht, y que como un valiente soldado, estaré preparado en cada momento para defender este juramento con mi vida.

### SS
Las SS tenían otra variedad de texto, más directa y personalista:

Ich schwöre Dir, Adolf Hitler, als Führer und Kanzler des Deutschen Reiches, Treue und Tapferkeit.
Ich gelobe Dir und den von Dir bestimmten Vorgesetzten Gehorsam bis in den Tod! So wahr mir Gott helfe!

Yo te juro, Adolf Hitler, lealtad y valentía, como guía y canciller del Imperio Alemán. Te juro a ti y a los superiores designados por ti, obediencia hasta la muerte. Con la ayuda de Dios!

### División Española de Voluntarios
Los voluntarios españoles de la División Azul realizaron este juramento, adaptado para referirse a una obediencia respecto a la lucha contra el comunismo:

Schwörst Du vor Gott und bei Deiner Ehre als Spanier, dem Obersten Befehlshaber der Deutschen Wehrmacht, Adolf Hitler, im Kampf gegen den Kommunismus unbedingten Gehorsam entgegenzubringen und schwörst Du, als tapferer Soldat zu kämpfen, der jederzeit bereit ist, sein Leben in Erfüllung dieses Eides hinzugeben?

¿Juráis ante Dios y por vuestro honor de españoles, absoluta obediencia al jefe del Ejército Alemán, Adolf Hitler, en la lucha contra el comunismo, y juráis combatir como valientes soldados, dispuestos a dar vuestra vida en cada instante por cumplir este juramento?"

### Voluntarios italianos de la Wehrmacht
Ich schwöre im Namen Gottes und auf die für das Vaterland Gefallenen mit allen Kräften und in voller Ehrlichkeit, sowohl im Frieden wie im Kriege und bis zum Tode, meine ganze Pflicht für die Ehre und die Grösse Italiens zu erfüllen.

Juro en nombre de Dios y de todos los caídos de la patria, que tanto en la paz como en la guerra, cumpliré mi completo deber con toda mi fuerza y honestidad, hasta la muerte, por el honor y grandeza de Italia.

### Falange Africana
Cuerpo francés de la Falange Africana:

In Treue zu Marschall Pétain und seiner Regierung leiste ich dem Führer Adolf Hitler. dem Befehlshaber der deutschen und europäischen Armeen, meinen Eid. Ich verpflichte mich, bis zu meinem Tode für den gemeinsamen Sieg Frankreichs und der Achsenmächte einzutreten.

En lealtad al Mariscal Pétain y su gobierno, hago mi juramento a Adolf Hitler, comandante de los ejércitos alemanes y europeos. Me comprometo a defender hasta la muerte la victoria común de Francia y las Potencias del Eje.

### Legión India Libre
Ich schwöre Gott in diesem heiligen Eid, dass ich dem Führer der deutschen Rasse und des Staates, Adolf Hitler, als Befehlshaber der deutschen Streitkräfte im Kampf um Indien, dessen Führer Subhas Chandra Bose ist, gehorchen werde. Ich wollte 500 Freiwillige, die in Deutschland und dann mit dem Fallschirm in Indien ausgebildet werden. Jeder hob die Hände. Tausende von uns als Freiwillige.

Juro por Dios en este juramento sagrado que voy a obedecer al líder de la raza alemana y el Estado, Adolf Hitler, como el comandante de las fuerzas armadas alemanas en la lucha por la India, cuyo líder es Subhas Chandra Bose. Quería a 500 voluntarios que serían capacitados en Alemania y luego en paracaídas en la India. Todos levantaron la mano. Miles de nosotros como voluntarios.

### Funcionarios
Desde 1937, también los funcionarios realizaban un juramento a Hitler, comprometiéndose a llevar a cabo una serie de condiciones y cometidos. El texto era el siguiente:

Ich schwöre: Ich werde dem Führer des Deutschen Reiches und Volkes Adolf Hitler treu und gehorsam sein, Die Gesetze beachten, und meine Amtspflichten gewissenhaft erfüllen, tan wahr mir Gott helfe.

Lo juro: seré fiel y obediente al líder del Reich y el pueblo alemán, Adolf Hitler, observaré la ley y cumpliré concienzudamente mis deberes oficiales, ¡que Dios me ayude!